# Ceropegia barnesii
Ceropegia barnesii är en oleanderväxtart som beskrevs av Eileen Adelaide Bruce och Chatterjee. Ceropegia barnesii ingår i släktet Ceropegia och familjen oleanderväxter. Inga underarter finns listade i Catalogue of Life.